# Burkely Duffield
Burkely Duffield (ur. 9 sierpnia 1992 w Vancouver, Kanada) – kanadyjski aktor.
Występował w roli Eddiego w Tajemnicach Domu Anubisa. Wystąpił też w filmie wytwórni Nickelodeon Movies Wyśpiewać marzenia jako Lloyd, przyrodni brat głównego bohatera oraz w filmie Pechowcy jako Tommy, pradziadek głównej bohaterki.

## Seriale
- 2011 - 2013: Tajemnice domu Anubisa jako Eddie Miller (sezon 2 i 3)
- 2016 - obecnie: Beyond (2016–teraz) jako Holden Matthews

## Filmy
- 2012: Wyśpiewać marzenia jako Lloyd
- 2012: Koszmar Matki jako Matt
- 2014: My Mother's Future Husband jako Bodie Miller
- 2014: Paper Angels jako Vic West
- 2015: One Crazy Cruise jako kelner
- 2016: Warcraft: Początek jako Callan
- 2016: Pewien zwariowany rejs jako syn szefa rejsu